# Joaquim Caetano da Silva
Joaquim Caetano da Silva (Desterro, ca. 1790 – Desterro, 2 de outubro de 1862) foi um político brasileiro.
Foi deputado à Assembleia Legislativa Provincial de Santa Catarina na 1ª legislatura (1835 — 1837), como suplente convocado, na 4ª legislatura (1842 — 1843), na 5ª legislatura (1844 — 1845), na 6ª legislatura (1846 — 1847), e na 9ª legislatura (1852 — 1853).